# Estornell blanc-i-negre de Bengala
L'estornell blanc-i-negre de Bengala, anteriorment, estornell blanc-i-negre (Gracupica contra) és una espècie d'ocell de la família dels estúrnids (Sturnidae). Habita zones obertes i terres de conreu del nord-est del Pakistan, centre i est de l'Índia, Bangladesh, el Nepal, sud-oest de la Xina, Myanmar, Tailàndia, nord-oest de Laos, Sumatra, Java i Bali. El seu estat de conservació es considera de risc mínim.

## Taxonomia
El tàxon original de l'estornell blanc-i-negre (Gracupica contra) es considerava que tenia 3 subespècies que abastaven bona part del continent asiàtic. Tanmateix, el Congrés Ornitològic Internacional, en la seva llista mundial d'ocells (versió 11.2, 2021) les segmentà en 3 espècies diferents:
- Gracupica contra (stricto sensu) - estornell blanc-i-negre de Bengala
- Gracupica floweri
- Gracupica jalla - estornell blanc-i-negre de Java